# El brujo (historieta)
El brujo es una historieta de 1977 del dibujante de cómics español Francisco Ibáñez protagonizada por Mortadelo y Filemón.

## Sinopsis
Atilo Pérrez, jefe de la F.E.A. (Federación Espías Asociados) ha contratado los servicios de un brujo rústico y algo chapucero, Aniceto Papandujo, para acabar con el Súper. El brujo gracias a su magia pondrá en peligro la vida del Súper. Mortadelo y Filemón deberán protegerlo y detener al brujo de sus conjuros tales como un espejo que hace desaparecer a quien se mira, una puerta que conduce a la prehistoria o una bolita que transforma en rana a su dueño.

## Publicación
La historieta fue publicada por primera vez en la revista Mortadelo, números del #309 al #330, de enero de 1977 al 21 de marzo de 1977.